# Augustana
Gli Augustana sono un gruppo musicale (dal 2011 "one man band") rock statunitense attivo dal 2003 e originario di San Diego.

## Storia del gruppo
Dan Layus, anima della band, ha conosciuto Josiah Rosen nel 2002 in Illinois, ma gli Augustana si sono formati ufficialmente in California l'anno seguente. Nella seconda metà del 2003 sono usciti i primi EP.
Nel settembre 2005 il gruppo ha pubblicato l'album di debutto All the Stars and Boulevards, trascinato dal singolo Boston.
Nel 2008 è uscito Can't Love, Can't Hurt, album anticipato dall'EP omonimo.
Nell'aprile 2011 è uscito l'eponimo Augustana.
Nel novembre dello stesso anno Dan Layus ha annunciato che la band si è sciolta in maniera amichevole e che lui ad ogni modo continuerà a produrre del materiale con il nome Augustana.
Nel 2014 gli Augustana annunciano il passaggio alla Washington Square Music pubblicando il singolo Ash and Ember, che ha anticipato l'album Life Imitating Life, uscito in aprile.
Il 15 settembre 2015 esce il nuovo è ultimo lavoro sotto il nome Augustana l'EP Side A con tre tracce inedite
Il 4 agosto 2016 Dan Layus sui suoi profili ufficiali annuncia l'imminente uscita del suo nuovo album dal titolo "Dangerous Things" in tutti gli store dal 21 ottobre 2016 pubblicando la prima traccia che richiama il titolo già citato. Le novità maggiori dell'ultimo lavoro del cantante sono l'aver messo da parte il nome storico della band "Augustana" continuando da solista la carriera, e la collaborazione con "The secret Sisters" allo stesso.
Nel 2022 torna come Augustana con due nuovi lavori in studio: "Everyday An Eternity" e "Yourself Yesterday: A Rarities Collection".

## Formazione
Attuale
- Dan Layus - voce, chitarra, piano

Ex membri
- Jared Palomar - basso, voce
- Chris Sachtleben - chitarra, voce
- Justin South - batteria
- Josiah Rosen - chitarra, voce
- John Vincent - piano, organo, tastiere, voce
- Josh Calhoun - batteria

## Discografia
Album studio
- 2005 - All the Stars and Boulevards
- 2008 - Can't Love, Can't Hurt
- 2011 - Augustana
- 2014 - Life Imitating Life
- 2022 - Everyday An Eternity
- 2022 - Yourself Yesterday: A Rarities Collection

EP
- 2003 - Midwest Skies and Sleepless Mondays
- 2003 - Mayfield
- 2008 - Can't Love, Can't Hurt EP
- 2015 - Side A